# Isabel Salgado
Maria Isabel Barroso Salgado (Rio de Janeiro, 2 augustus 1960 – São Paulo, 16 november 2022) was een Braziliaans volleybalspeler en -trainer die zowel in de zaal als op het strand actief was. In de zaal nam ze met de nationale ploeg tweemaal deel aan de Olympische Spelen.

## Carrière

### Zaal
Salgado begon haar volleybalcarrière in de zaal. Met CR Flamengo won ze in 1978 en 1980 het landskampioenschap. Later speelde ze ook een paar seizoenen in de Italiaanse en Japanse competitie. Met de Braziliaanse juniorenploeg werd ze in 1976 Zuid-Amerikaans kampioen onder 21. Met de Braziliaanse vrouwen nam ze deel aan de Olympische Spelen van 1980 in Moskou en van 1984 in Los Angeles, alsook aan de wereldkampioenschappen van 1982 in Peru en 1986 in Tsjecho-Slowakije. Daarnaast won ze met de nationale ploeg de bronzen medaille bij de Pan-Amerikaanse Spelen in San Juan en werd ze viermaal Zuid-Amerikaans vice-kampioen.

### Beach
Salgado was daarnaast van 1992 tot en met 1997 als beachvolleyballer actief in de FIVB World Tour. Tijdens haar eerste seizoen behaalde ze met Jackie Silva een vierde plaats in Almería en met Roseli Timm een vijfde plaats in Rio de Janeiro. Vervolgens vormde ze twee en een half seizoen een team met Timm. In 1993/94 kwamen ze bij drie toernooien tot drie podiumplaatsen. Ze wonnen het toernooi van Miami door de Amerikaansen Barbra Fontana en Lori Forsythe in de finale te verslaan. Bij de toernooien van Santos en La Serena eindigden ze als tweede achter het eveneens Amerikaanse duo Liz Masakayan en Karolyn Kirby. Het daaropvolgende seizoen nam het duo deel aan zes toernooien in de World Tour. Bij de Goodwill Games in Sint-Petersburg eindigden ze als vierde achter Fontana en Forsythe en ook de finale van de Osaka Open werd van het Amerikaanse tweetal verloren. Bij de Carolina Open behaalden Salgado en Timm de derde plaats ten koste van hun landgenoten Adriana Behar en Magda Lima en bij de Santos Open waren ze in de wedstrijd om het brons te sterk voor Fontana en Forsythe. Bij de toernooien van La Serana en Rio de Janeiro kwam het tweetal niet verder dan een respectievelijke negende en zevende plaats.
In het seizoen 1995/96 speelde Salgado zes wedstrijden in de internationale competitie, driemaal aan de zijde van Shelda Bede en driemaal aan de zijde van Timm. Een zevende plaats in Carolina was het beste resultaat. Het seizoen daarop partnerde ze met Gerusa Costa. Het tweetal deed mee aan zes toernooien in de World Tour en kwam daarbij tot twee zevende (Maceió en Osaka) en twee negende plaatsen (Carolina en Salvador). In 1997 speelde ze met Tatiana Minello nog twee wedstrijden op mondiaal niveau voordat ze haar internationale beachvolleybalcarrière beëindigde.

## Palmares
Nationale ploeg
- 1976:  Zuid-Amerikaans kampioenschap U21
- 1977:  Zuid-Amerikaans kampioenschap
- 1979:  Pan-Amerikaanse Spelen
- 1979:  Zuid-Amerikaans kampioenschap
- 1980: 7e OS
- 1983:  Zuid-Amerikaans kampioenschap
- 1984: 7e OS
- 1989:  Zuid-Amerikaans kampioenschap

Clubverband
- 1978:  Braziliaans kampioenschap
- 1980:  Braziliaans kampioenschap
- 1984:  Braziliaans kampioenschap
- 1985:  Braziliaans kampioenschap
- 1989:  Braziliaans kampioenschap
- 1990:  Braziliaans kampioenschap
- 1994:  Braziliaans kampioenschap
- 1994:  Braziliaans kampioenschap
- 1996:  Braziliaans kampioenschap
- 1997:  Braziliaans kampioenschap

FIVB World Tour
- 1993:  Santos Open
- 1994:  Miami Open
- 1994:  La Serena Open
- 1994:  Osaka Open
- 1994:  Carolina Open
- 1994:  Santos Open

## Persoonlijk
Salgado had zes kinderen. Drie daarvan – Maria Clara, Pedro en Carolina – hebben eveneens carrière gemaakt als beachvolleyballer.